# Sergiusz (Sokołow, biskup nowosybirski)
Sergiusz, imię świeckie: Serafim Władimirowicz Sokołow (ur. 14 lipca 1951 w Moskwie, zm. 20 października 2000) – rosyjski biskup prawosławny.

## Życiorys
Urodził się w rodzinie kapłana prawosławnego. Ukończył w Moskwie szkołę średnią ogólnokształcącą oraz szkołę muzyczną im. Ippolitowa-Iwanowa w klasie kontrabasu (z wyróżnieniem). W latach 1970–1972 odbywał zasadniczą służbę wojskową. W 1973 wstąpił do seminarium duchownego w Moskwie, zaś po jego ukończeniu - do Moskiewskiej Akademii Duchownej. W 1980 uzyskał tytuł kandydata nauk teologicznych za pracę poświęconą nauce o królestwie bożym w tekstach ewangelicznych. Został zatrudniony w seminarium, które ukończył, jako wykładowca katechizmu, zaś od 1982 także Starego Testamentu. W czasie studiów w Akademii, 10 maja 1977, złożył wieczyste śluby mnisze przed przełożonym Ławry Troicko-Siergijewskiej archimandrytą Hieronimem (Zinowiewem). 14 maja 1977 patriarcha moskiewski i całej Rusi Pimen wyświęcił go na hierodiakona. 9 kwietnia 1989 został natomiast hieromnichem, po czym natychmiast otrzymał godność ihumena, zaś w 1990 - archimandryty. Od tego samego roku był inspektorem Moskiewskiej Akademii Duchownej oraz wykładowcą homiletyki.
6 października 1995 otrzymał nominację na biskupa nowosybirskiego i berdskiego. Jego chirotonia biskupia odbyła się 10 grudnia tego samego roku z udziałem konsekratorów: patriarchy moskiewskiego i całej Rusi Aleksego II, metropolity krutickiego i kołomieńskiego Juwenaliusza, arcybiskupów odincowskiego Hioba, sołnecznogorskiego Sergiusza, biskupów istrińskiego Arseniusza, dmitrowskiego Innocentego, wieriejskiego Eugeniusza, oriechowo-zujewskiego Aleksego, chabarowskiego i nadamurskiego Marka oraz krasnogorskiego Sawy. 
W okresie kierowania eparchią nowosybirską przyczynił się do odbudowy jej struktur po okresie ograniczania działalności Kościoła przez rządy radzieckie. Zmarł w 2000. 